# Anu Vehviläinen
Anu Helena Vehviläinen (ur. 9 września 1963 w Leppävircie) – fińska polityk, od 2007 do 2011 minister transportu, w latach 2015–2019 minister spraw lokalnych i reform, posłanka do Eduskunty, a od 2020 do 2022 jej przewodnicząca.

## Życiorys
W 1994 ukończyła studia z zakresu sztuki na Uniwersytecie Joensuu. Na tej samej uczelni kształciła się podyplomowo w zakresie nauk społecznych.
Karierę zawodową zaczynała jako sekretarz ds. kulturalnych w związku edukacji i kultury wiejskiej w Helsinkach. W latach 1989–1991 przewodniczyła organizacji młodzieżowej Partii Centrum. Od 1991 do 1993 byłą doradcą ministra spraw zagranicznych, w 1994 odpowiadała za politykę informacyjną w sztabie wyborczym Paava Väyrynena, ubiegającego się o urząd prezydenta. Od 1993 wybierana do rady miejskiej w Joensuu. Była też urzędnikiem egzekutywy i następnie radną regionu Karelia Północna.
W latach 1995–2003 przez dwie kadencje sprawowała mandat posłanki do Eduskunty. Później pracowała w organizacjach społecznych. W wyniku wyborów w 2007 powróciła do fińskiego parlamentu. W tym samym roku objęła stanowisko ministra transportu w drugim rządzie Mattiego Vanhanena. Utrzymał je także w powołanym 22 czerwca 2010 rządzie Mari Kiviniemi. W wyborów w 2011 ponownie wybrana do Eduskunty. 22 czerwca tego samego roku zakończyła urzędowanie na stanowisku ministerialnym. W 2015 i 2019 z powodzeniem ubiegała się o poselską reelekcję.
29 maja 2015 weszła w skład nowego gabinetu Juhy Sipili jako minister spraw lokalnych i reform. Stanowisko to zajmowała do 6 czerwca 2019. 9 czerwca 2020 została wybrana na przewodniczącą Eduskunty. Fińskim parlamentem kierowała do 2022.